# Рапант, Даниел
Даниел Рапант (словац. Daniel Rapant; 17 апреля 1897, Голич, Скалица — 17 апреля 1988, Братислава) — словацкий историк, академик Словацкой академии наук. Один из крупнейших словацких историков XX в., основатель современной словацкой историографии.

## Биография
Родился в семье ремесленника в 1897 году. Принимал участие в Первой мировой войне. Окончил школу в городе Скалица в 1917 году. С 1918 по 1922 годы изучал историю и славистику на факультете философии в Карловом Университете в Праге. Кроме того, с 1919 по 1921 годы обучался на архивариуса в Школе государственного архива в Праге. Между 1922 и 1923 годами некоторое время учился в Сорбонне в Париже.
В 1924 году стал главным архивистом Братиславского уезда. С 1 июля 1928 года возглавил областной архив, в котором проработал до 1933 года.
С 1939 года работал ординарным профессором истории Чехословакии в Университете Коменского в Братиславе, начал преподавать в вузе с 1928 года. С 1938 по 1939 год он возглавлял Венгерско-чехословацкую комиссию по делам меньшинств. В 1945 году он был ректором Университета Коменского. В 1950 году, оставаясь профессором университета, по политическим причинам был отстранён от преподавания.
С 1945 по 1948 год он был президентом исторического департамента общества Матица словацкая.
Он заложил основы Словацкого исторического общества, первым президентом которого стал весной 1946 года.
Некоторое время он проработал в Университетской библиотеке Братиславы (1956—1958 годы), затем вышел на пенсию. В 1968 году он стал академиком Словацкой академии наук.
Он поднял словацкую историографию на новый научный уровень. Автор большого числа публикаций, книг, исследований и статей. В своей исследовательской деятельности вёл полемику с историком Вацлавом Халоупецким о независимости словацкой истории до 1918 года.
Являлся специалистом по политической истории Словакии конца XVIII—XIX веков. Его основная работа это 12-томный труд, в котором все события в Словакии, относящиеся к революционным годам словацкого восстания 1848—1849 годов, организованы и описаны в хронологическом порядке. Вместе с тем занимался исследованием и других исторических периодов, особенно Великой Моравии и Средневековья.
После событий «Пражской весны» 1968 года избран академиком, получил ряд правительственных наград. С 1997 года исторический отдел Матицы словенской присуждает награду, названную его именем (Cena Daniela Rapanta).